# Kałyniwka (rejon buczański)
Kałyniwka (ukr. Калинівка) – wieś na Ukrainie, w obwodzie kijowskim, w rejonie buczańskim, w hromadzie Makarów. W 2001 liczyła 891 mieszkańców, spośród których 845 wskazało jako ojczysty język ukraiński, 44 rosyjski, 1 polski, a 1 inny.